# Província de Pavia
La província de Pavia  és una província que forma part de la regió de Llombardia dins Itàlia. La seva capital és Pavia.
Limita al nord amb la ciutat metropolitana de Milà, a l'est amb la província de Lodi, amb l'enclavament de San Colombano al Lambro (ciutat metropolitana de Milà) i la regió d'Emilia-Romagna (província de Piacenza), al sud-oest, oest i nord-oest amb el Piemont (província d'Alessandria, província de Vercelli, i la província de Novara).
Té una àrea de 2.968,64 km², i una població total de 547.326 hab. (2016). Hi ha 188 municipis a la província.